# Локсимер
Локсимер — река в России, протекает по Ярославской области. Устье реки находится в 57 км по правому берегу реки Могзы, напротив деревни Клинцево. Длина реки составляет 16 км, площадь водосборного бассейна 53,8 км².
Исток реки находится в болоте Лучинское. Река течёт в восточном направлении, поворачивая до северо-восточного. Протекает через населённые пункты Андрейцево, Никульское, Половка, принимая после этого левый приток Шумарку. Далее следует урочище Нина и деревня Мостищи.

## Данные водного реестра
По данным государственного водного реестра России относится к Верхневолжскому бассейновому округу, водохозяйственный участок реки — Волга от Рыбинского гидроузла до города Кострома, без реки Кострома от истока до водомерного поста у деревни Исады, речной подбассейн реки — Волга ниже Рыбинского водохранилища до впадения Оки. Речной бассейн реки — (Верхняя) Волга до Куйбышевского водохранилища (без бассейна Оки).
Код объекта в государственном водном реестре — 08010300212110000010859.

## Карты
- Лист карты O-37-90 Радищево. Масштаб: 1 : 100 000. Издание 1978 г.
- Лист карты O-37-91 Вощажниково. Масштаб: 1 : 100 000. Издание 1975 г.